# کمپین پاسخگویی
کمپین برای پاسخگویی (CFA) یک گروه نظارت بر اخلاق غیرانتفاعی 501(c)(۳) است که مقر آن در واشینگتن دی سی است CFAدر ماه می ۲۰۱۵ توسط آن ویزمن که مشاور حقوقی سابق گروه ناظر شهروندان برای مسئولیت و اخلاق در واشینگتن (CREW) و لوئیس مایبرگ، که رئیس سابق CREW بود، تأسیس شد.
گروه CFA این گونه بیان می‌کند که «از تحقیقات، دادخواهی و ارتباطات تهاجمی برای افشای سوء رفتار و تخلفات در زندگی عمومی استفاده می‌کند.»

## تاریخچه و کارکنان
CFAدر ماه می سال ۲۰۱۵ توسط آن وایزمن و لوئیس مایبرگ (که در هیئت مشاوران گروه خدمت می‌کند) تأسیس شد. هر دو قبلاً بخشی از گروه ناظر شهروندان برای مسئولیت و اخلاق در واشینگتن (CREW) بودند: ویزمن به مدت ده سال مشاور ارشد گروه و میبرگ رئیس و مؤسس سابق گروه بود. وایزمن همچنین رئیس سابق انجمن حرفه ای دسترسی آمریکا و عضو کمیته راهبری OpenTheGovernment.org بوده‌است. دانیل استیونز، که قبلاً محقق ارشد CREW بود، ابتدا معاون مدیر CFAشده و سپس در سال ۲۰۱۷ به عنوان مدیر اجرایی CFA قرار گرفت.

## فعالیت‌ها
در ماه می سال ۲۰۱۵، CFAشکایتی علیه کمیسیون بورس و اوراق بهادار تنظیم کرد و به دنبال وادار کردن آژانس به انتشار مقرراتی بود که شرکت‌ها را ملزم به افشای مشارکت‌های سیاسی خود می‌کرد تا به سرمایه‌گذاران اطلاع دهد که شرکت‌ها چگونه پول خود را خرج می‌کنند. CFAاز طرف استفان سیلبرشتاین، که یکی از سهامداران شرکت Aetna که به دنبال کسب اطلاعات در مورد مشارکت‌های سیاسی شرکت ناموفق بود، اقدام کرد. در ژانویه ۲۰۱۶، قاضی Rosemary M. Collyer از دادگاه منطقه ای ایالات متحده برای ناحیه کلمبیا، این شکایت را رد کرد و حکم داد که شاکی نشان نداده‌است که SEC «وظیفه قانونی واضح» برای شروع یک اقدام قانون گذاری یا عدم انجام آن را دارد، بنابراین این اقدام خودسرانه و دمدمی مزاج بود.
در نوامبر ۲۰۱۵، CFA از کمیته امنیت داخلی و امور دولتی سنا و کمیسیون انتخابات فدرال درخواست کرد تا به ادعاهایی مبنی بر مرتبط بودن عملیات کازینوی ماکائو شرکت لاس وگاس ساندز شلدون ادلسون با جنایات سازمان یافته رسیدگی کنند. وایزمن گفت: «با توجه به میزان ثروت آقای ادلسون از ماکائو و نقش مسلط او در تامین مالی نامزدهای جمهوری خواه، به نظر می‌رسد که پول‌های خارجی غیرقانونی به انتخابات آمریکا راه پیدا کرده باشد.» سخنگوی شرکت لاس وگاس ساندز این اتهامات را رد کرد، و CFAمتعاقبا بیانیه خود را پس گرفت و گفت: «شواهد موجود تحقیقات بیشتر در مورد این موارد ادعا شده را تایید می‌کند، اما از اظهاراتایجاد شده توسط CFA که خارج. از پرونده‌های آن» با کمیته سنا و FECرا مورد حمایت قرار نمی‌دهد.
در دسامر سال ۲۰۱۵، CFA از وزارت دادگستری ایالات متحده درخواست کرد که در رابطه با دیوید اچ. استیونز، مدیر اجرایی انجمن بانکداران وام مسکن و کمیسر سابق اداره مسکن فدرال، به دلیل نقض احتمالی قوانین اخلاقی " درهای گردان " تحقیق کند. مرکز ملی حقوقی و سیاستگذاری بعد از چند ماه به این فراخوان پیوست.
در ژانویه سال ۲۰۱۶، Open Secrets گزارشی را منتشر کرد که نشان می‌داد که بیشترین مشارکت‌کنندگان در کمپین‌های سناتور باب کورکر، جمهوری‌خواه تنسی، مستاجران یک ساختمان تجاری هستند که در چاتانوگا واقع بوده و صاحب آن سناتور است. استیونز از CFAگفت که رابطهٔ یک مستأجر با کورکر این سؤال را ایجاد می‌کند که آیا اجاره بها در بازار منصفانه پرداخت می‌کند یا خیر. به‌طور جداگانه، CFA شکایات اخلاقی را علیه کورکر به کمیسیون بورس و اوراق بهادار ایالات متحده و کمیته اخلاق سنای ایالات متحده ارائه کرد و او را متهم به تجارت داخلی در سه صندوق تأمینی خاص کرد. کورکر این اتهامات را رد کرد و آنها را «کاملا نادرست» و «بی اساس» خواند.
در مارس ۲۰۱۶، CFA از کیم دیویس — کارمند منطقه جنجالی شهرستان روآن، کنتاکی، که سال گذشته پس از سرپیچی از حکم دادگاه فدرال مبنی بر صدور مجوز ازدواج برای زوج — یک جنس، توجه جهانی را به خود جلب کرده بود، دسترسی به سوابق عمومی تحت قانون اسناد باز کنتاکی را درخواست کرد .CFA به‌طور خاص به دنبال نسخه‌هایی از قراردادهای نگهدارنده و قراردادهای تعامل وکیل - مشتری بین دیویس و Liberty Counsel که یک سازمان حمایت از دین است بود که دیویس را در اختلاف جواز ازدواج نشان می‌داد. Liberty Counsel که از طرف دیویس به این درخواست پاسخ داد، با این استدلال که این اسناد، سوابق اولیه و خصوصی هستند که مشمول قانون نیستند، از انطباق خودداری کردند. CFA به دفتر دادستان کل کنتاکی، که طبق قانون کنتاکی صلاحیت صدور احکام الزام‌آور در مورد قانون ثبت اسناد باز را دارد، تجدید نظر کرد، و در خواست خود را مجدداً در آوریل ۲۰۱۶ به دفتر دیویس ارسال کرد. در ماه می۲۰۱۶، دفتر دادستان کل به دنبال بررسی خصوصی سوابق مورد بحث بود تا مشخص کند آیا یک معافیت اعمال شده‌است یا خیر، اما وکیل لیبرتی از در دسترس قرار دادن اکثر اسناد برای بررسی خصوصی خودداری کرد. در نظری که در ۳۰ ژوئن ۲۰۱۶ صادر شد، دفتر دادستان کل با تشخیص اینکه دیویس قانون ثبت اسناد باز را نقض کرده‌است، نتیجه ای را به نفع CFA اعلام کرد و گفت که رفتار او باعث ناامیدی عمدی بازبینی دادستان کل از یک پرونده باز شده‌است. درخواست سوابقی که منظور مجمع عمومی را از ارائه بررسی توسط دادستان کل زیر سؤال می‌برد."
در آوریل ۲۰۱۶، کمپین پاسخگویی، پروژه شفافیت گوگل را راه اندازی کرد، که آن وب سایتی در مورد «تأثیر گوگل بر دولت، سیاست‌های عمومی و زندگی ما» بود. بودجه پروژه و کمپین فاش نشد، اما در آگوست ۲۰۱۶، کن گلیک از اوراکل تأیید کرد که اوراکل، که یک دعوی حقوقی برجسته علیه گوگل انجام داده بود، یکی از تأمین کنندگان مالی بود.
در سال ۲۰۱۷، این گروه درخواست کرد تا سوابق طلاق اندرو پوزدر، که در آن زمان نامزد دونالد ترامپ برای تصدی سمت وزیر کار ایالات متحده بود ، باز شود. همسر سابق پوزدر تلاش این گروه برای افشای پرونده طلاقش را «تهاجم ناعادلانه به زندگی شخصی من» خواند. CFA همچنین شکایت اخلاقی را علیه دستیاران جمهوری‌خواه کنگره که برای تیم انتقال ترامپ کار کرده بودند، تنظیم کرد. این گروه همچنین با این استدلال که وزارت دادگستری ایالات متحده از مقرراتی در قانون آزادی اطلاعات که سازمان‌های دولتی را ملزم می‌کند «بیانیه‌های خط‌مشی و تفاسیر اتخاذ شده توسط آژانس» را علنی کنند، شکایتی تنظیم کرده‌است.
در مارس ۲۰۱۷، CFA و سایر گروه‌ها از الن روزنبلوم دادستان کل اورگان خواستند تا رویه‌های فروش پنل‌های خورشیدی را که «برای فریب مالکان خانه‌ها برای خرید یا اجاره پانل‌های خورشیدی طراحی شده‌اند» را که نقض قانون شیوه‌های تجارت غیرقانونی اورگان است، بررسی کند. درخواست روزنبلوم "یک شرکت را مشخص کرد: SolarCity که مستقر در کالیفرنیا بود ." این سازمان ۵۸ شکایت مصرف‌کننده را بررسی کرد و گفت که این شکایات حاکی از «الگوی گسترده کلاهبرداری و سوء استفاده از سوی شرکت‌های خورشیدی است.» سخنگوی CFA گفت: «به نظر می‌رسد شرکت‌های خورشیدی اغلب جمعیت‌های آسیب‌پذیر را هدف قرار می‌دهند، که باعث می‌شود افراد مسن اورگان و آن‌هایی که با درآمد ثابت زندگی می‌کنند، هزینه‌های ماهانه آب و برق و وام‌هایی که اغلب بیش از توان پرداخت آن‌ها است، داشته باشند و آنها را در بدهی غوطه‌ور کند.»
در آوریل ۲۰۱۷، CFA شکایتی را به دفتر دادستانی ایالات متحده در ناحیه غربی میسوری ارائه کرد و خواستار تحقیقات هیئت منصفه فدرال در مورد پذیرش کمک ۱۰۰۰۰۰ دلاری یک تاجر جاپلین، میسوری، رئیس سنای ایالت میسوری، پرو تم ران ریچارد شد. آن هم شش روز پس از ارائه لایحه ای «که بر شکایت علیه شرکت اهداکننده تأثیر می‌گذاشت» به وسیلهٔ محدود کردن توانایی شاکیان برای شکایت بر اساس قانون حمایت از مصرف‌کننده میسوری. هم ریچارد و هم مشارکت کننده ارتکاب اشتباه را رد کردند و گفتند که ادعای پرداخت دستمزد برای بازی نادرست است.
در ماه مه ۲۰۱۷، CFA شکایتی را به دفتر اخلاق کنگره تسلیم کرد و از این دفتر خواست تا تحقیقاتی را در مورد اینکه آیا رادنی فرلینهویسن، نماینده جمهوری‌خواه ایالت نیوجرسی، رئیس کمیته تخصیص مجلس نمایندگان، قوانین اخلاقی مجلس را نقض کرده‌است یا خیر، آغاز کند. این شکایت شامل نامه ای برای جمع‌آوری کمک‌های مالی برای کمپین انتخاباتی بود که فرلین هویسن به یکی از اعضای هیئت مدیره بانک نوشته بود و در آن از یک فعال مترقی که در بانک استخدام شده بود انتقاد کرد. فرلینهویسن یک یادداشت دست‌نویس به نامه اضافه کرد: "PS یکی از سرکردگان در بانک شما کار می‌کند!" CFA استدلال کرد که این "یادداشت قلم سمی" نوعی ارعاب است. Frelinghuysen پس از شکایت وکلایی استخدام کرد. مشاور کمپین او گفت که این شکایت «با انگیزه سیاسی» بوده‌است.
در ژوئیه ۲۰۱۷، CFA نامه ای به اداره حمایت از مصرف‌کننده در کمیسیون تجارت فدرال (FTC) ارسال کرد تا آنچه را که می‌گوید الگویی از شیوه‌های فروش غیرعادلانه در بازار خورشیدی مسکونی است، بررسی کند.